# Norman Finkelstein
Pour les articles homonymes, voir Finkelstein.
Norman Finkelstein, né le 8 décembre 1953 à Brooklyn, est un politologue américain.
Il a été successivement enseignant au Brooklyn College, au Hunter College, à l'université de New York puis à l'université DePaul jusqu'en septembre 2007.

## Nom d'auteur
Norman Finkelstein fait usage, dans la plupart de ses publications et sur toutes les pages de son site, de l'initiale intermédiaire G, probablement afin de dissiper toute confusion avec un autre essayiste américain, Norman H. Finkelstein (qui écrit également sur Israël, l'histoire du sionisme, etc., mais à destination d'un lectorat d'enfants et d'adolescents), et d'un troisième auteur, né en 1954, recourant au nom « Norman Finkelstein » sans autre spécification patronymique, dont l'œuvre est plus « littéraire ».

## Biographie
Fils de juifs survivants du ghetto de Varsovie, il se fait connaître par sa thèse de doctorat démontant un best seller publié en 1984 par Joan Peters (en), From Time Immemorial (en) reprenant le mythe que la Palestine aurait été une « terre sans peuple pour un peuple sans terre », puis par ses écrits sur le conflit israélo-palestinien et sa critique de ce qu'il a appelé « l'Industrie de l'Holocauste », terme par lequel il désigne les organisations et les personnalités juives (notamment le Congrès juif mondial ou Elie Wiesel) qui, selon lui, instrumentalisent la Shoah dans un but politique (soutenir la politique israélienne) ou mercantile (obtenir des réparations financières de la part de l'Allemagne et de la Suisse).
En 2001, il est chargé d'enseignement à l'université DePaul de Chicago.
En 2005, il publie Beyond Chutzpah: On the Misuse of Anti-Semitism and the Abuse of History dans lequel il critique le livre The Case for Israel du professeur de droit de Harvard, Alan Dershowitz, le qualifiant de canular universitaire. Il y dénonce des généralisations hâtives et des accusations d'antisémitisme proférées par certaines organisations juives à l'encontre des opposants à la politique de l'État d'Israël. Dershowitz a menacé l'éditeur de Beyond Chutzpah de poursuites judiciaires pour diffamation. Il a également publiquement demandé à l'université DePaul de refuser la nomination de Finkelstein comme professeur.
Via une lettre de son président Dennis Holtschneider, le 8 juin 2007, l'université DePaul de Chicago confirme le rejet de sa candidature comme professeur titulaire en science politique. La commission d'attribution a réprouvé le soutien du conseil des facultés. L'avocate Lynne Bernabei le défendra contre cette décision.
Le 5 septembre 2007 l'université lui interdit d'enseigner et exige qu'il libère son bureau. Il démissionne en septembre 2007 après que les deux parties ont signé un accord privé. Le lendemain, l'université indique qu'il était un « scientifique prolifique et un professeur exceptionnel ». Son adversaire, le professeur de droit de Harvard Alan Dershowitz, s'est dit peu impressionné et déclare que « dire que Finkelstein est un scientifique est un mensonge, il fait de la propagande. » Pour sa part, Finkelstein maintient qu'il s'est vu refuser le poste de professeur à cause de pressions extérieures à l'université.
Lors d'une interview avec le journaliste George McLeod publiée le 16 septembre 2007, il compare son cas de non-nomination à ceux de Juan Cole de l'université Yale, de Joseph A. Massad, de Nadi Abu el-Haj et de Rashid Khalidi. Dans cette interview, il affirme que le lobby israélien est plus puissant que d'autres lobbies, tels ceux de Cuba ou de la Chine.
À la suite de la publication en novembre 2006 du livre Palestine : la paix, pas l'apartheid de l'ancien président américain Jimmy Carter, il publie « Peace, Not Apartheid », une critique détaillée et plutôt positive de ce livre (tout en relevant plusieurs erreurs historiques). Alors que le livre de Jimmy Carter devient un best-seller, de nombreuses critiques de la part de partisans de la politique israélienne s'élèvent. Finkelstein publie alors une critique des critiques du livre de Jimmy Carter.
Il est membre du comité de parrainage du tribunal Russell sur la Palestine dont les travaux ont commencé le 4 mars 2009.

## Publications
- Image and Reality of the Israel-Palestine Conflict, éditions Verso, Londres et New York, 1995
  - Mythes et réalités du conflit israélo-palestinien (traduction de la 2e édition anglaise par Patrick Gillard et Serge Deruette, avec une préface de Dominique Vidal), éditions Aden, Bruxelles, 2007, XI-332 p.  (ISBN 978-2-930402-26-0)
- The Rise and Fall of Palestine: A Personal Account of the Intifada Years, University of Minnesota Press, Minneapolis, 1996, XV-157 p.  (ISBN 0-8166-2858-0)[13] ; réédition au format de poche  (ISBN 0-8166-2859-9)
- Norman G. Finkelstein et Ruth Bettina Birn, A Nation on Trial: The Goldhagen Thesis and Historical Truth, éditions H. Holt, New York, 1998, 148 p.  (ISBN 0-8050-5872-9)
  - Norman Finkelstein[14] et Ruth Bettina Birn, L'Allemagne en procès : la thèse de Goldhagen et la vérité historique (traduit de l'anglais par Denis Berger, avec une postface d'Hélène Miard-Delacroix), éditions Albin Michel, Paris, 1999, 185 p.  (ISBN 2-226-10476-3)
- The Holocaust Industry: Reflections on the Exploitation of Jewish Suffering, éditions Verso, Londres et New York, 2000, 150 p.  (ISBN 1-85984-773-0) ; réédition, revue, corrigée et enrichie, au format de poche : 2001, X-182 p.  (ISBN 1-85984-323-9) ; réédition, revue, corrigée et enrichie, au format de poche : 2003, XVIII-286 p.  (ISBN 1-85984-488-X)
  - L'Industrie de l'Holocauste : réflexions sur l'exploitation de la souffrance des juifs (traduit de l'anglais par Éric Hazan, avec une postface de Rony Brauman), éditions La Fabrique, Paris, 2001, 157 p.  (ISBN 2-913372-10-4)
- Tuer l'espoir : introduction au conflit israélo-palestinien (avec une préface de Jean Bricmont), éditions Aden, coll. « Petite bibliothèque », Bruxelles, 2003, 94 p.  (ISBN 978-2-9600273-5-8) Nouvelle traduction, isolée de l'ouvrage d'origine, provenant de l'introduction de l'essai Image and Reality of the Israel-Palestine Conflict, publié en anglais en 1995 et intégralement traduit en français en 2007.
- Beyond Chutzpah: On the Misuse of Anti-Semitism and the Abuse of History, University of California Press, Berkeley (Californie), 2005, XI-332 p.  (ISBN 0-520-24598-9)[13]